# 暗黒街の弾痕 (1961年の映画)
『暗黒街の弾痕』（あんこくがいのだんこん）は岡本喜八監督、加山雄三主演の1961年製作の日本映画。「暗黒街」シリーズ第4作。

## ストーリー
山間の峠「三角峠」で高性能エンジンを試していた草鹿一郎が、飛び出してきたダンプカーに激突し崖下に転落した。
捕鯨砲練習所の指導員を務める弟の草鹿次郎はエンジン開発技師の小松静夫から兄の急死の報せと「兄の死は事故ではなく産業スパイの仕業ではないか」という情報を得る。
産業スパイ。産業界から新たなアイデアを盗み、それから莫大な利益を得ようとする新しい悪の組織。
次郎は歓楽街のバーで大学時代の友人須藤健と再会した。健はインチキ週刊誌と悪質トップ屋を兼業しており、次郎の調査に協力する。
健は「あらゆる悪事に手を染めている」と噂される互栄経済研究所の所長大鳥勇策とマルサンビル小路に関する暴力団能中組の不正の実態を追っていた。
運転手の房州が秘密を握っていると考えられたが、その夜房州は何者かによって殺されてしまった。
健は房州の死は三角峠の事件に関係があると見て大鳥をゆするが鳳は動じなかった。
次郎はコマツモータースで設計図を買収しようとした会社の中に互栄経済の名前を見つけた。次郎は互栄経済を訪ねるが、互栄経済の経済顧問・前川に追い払われ、さらには殺し屋に命まで狙われる。
殺し屋を締め上げた次郎は大鳥が秘密裏に経営するナイトクラブ「パロゾン」に乗り込む。支配人の志満明と能中らに追いつめられあわやというところで健と東刑事に助けられた。
不可解の事件の連続で兄の死が他殺であると確信した次郎は、再び「パロゾン」に乗り込み志満と対決する。しかしそこでクラブの女歌手からボスは大鳥だと知らされる。
憤然となって互栄に向かう次郎だが、なぜか健は次郎を妨害する。健の行動に釈然としない次郎は健を思い出の球場に連れて行き彼の態度を責める。
その時ふたりに突如として殺し屋が襲い掛かる。協力して殺し屋を捕らえたふたりは、殺し屋の口から一郎は前川と志満によって殺されたことを知る。例のダンプカーの運転手は房州だった。
ふたりは前川と志満を追うが逆に捕らえられてしまう。そこで次郎は大鳥も拉致されているのを目撃する。
香港の国際的産業スパイ組織から電話がかかってきた。電話口に出たのは「パロゾン」の女歌手だった。彼らはとうとうエンジンの設計図をなんとしてでも奪えと命じてきた。
志満と前川はコマツモータースにダイナマイトを投げ込み、倉庫から設計図を盗み出して羽田空港から香港への逃亡を図る。
健と次郎は元弟分の三木に助けられて地下室を脱出。健の愛人トミから情報を得たふたりは羽田に急行する。小松から急報を得た東刑事も警官隊を率いて羽田に急行する。
志満と前川はマルサンビルの工事現場に逃げ込む。健と次郎は志満と前川に銃撃され負傷する。しかしそこに東刑事たちが現れ工事現場を包囲した。志満たちの逮捕は時間の問題だ。

## キャスト
- 草鹿次郎：加山雄三
- 須藤健：佐藤允
- 東刑事：三橋達也
- 三木：ミッキー・カーチス
- 小松静夫：中谷一郎
- 志満明：中丸忠雄
- 大鳥勇策：河津清三郎
- 前川：草川直也
- 小松杏子：浜美枝
- ナオミ：横山道代
- トミ：水野久美
- パロゾンの女歌手：島崎雪子
- 能中：大木正司
- 草鹿一郎：三島耕
- 中江房吉：堺左千夫
- 黒背広の男：天本英世
- 飲み屋のおかみ：塩沢とき
- 女給：丘照美
- 警官：鈴木治夫
- 愚連隊：山田彰
- 太平洋工業社員：白木茂
- ヴィナス石油社員：中山豊
- 殺し屋：桐野洋雄、二瓶正也
- 製本屋：沢村いき雄
- 鞄の男：林幹
- 黒いコーラス：若松明、高木弘、万谷治夫
- 捜査主任：平田昭彦

※以下ノンクレジット出演者
- 能中の子分：山田彰、越後憲三、宇留木耕嗣、大前亘、小川安三
- 志満の手下：佐藤功一、岩本弘司
- 練習所職員：橘正晃、伊原徳、河辺昌義
- 工員：今井和雄、権藤幸彦
- 居酒屋の客：松下正秀、中島春雄
- バーの客：草間璋夫、松本光男、須田準之助
- バーテン：大塚秀男
- パロゾンの客：天見竜太郎、日方一夫
- 債権者：千葉一郎、吉田静司、吉頂寺晃

## スタッフ
- 製作：田中友幸
- 監督：岡本喜八
- 脚本：関沢新一
- 撮影：小泉福造
- 音楽：佐藤勝

## 挿入歌
『誰も知らない』
- 作詞：関沢新一
- 作曲：佐藤勝
- 歌：島崎雪子

## 同時上映
『大坂城物語』
- 原作：村上元三／脚本：木村武、稲垣浩／監督：稲垣浩／主演：三船敏郎